# Cesarz

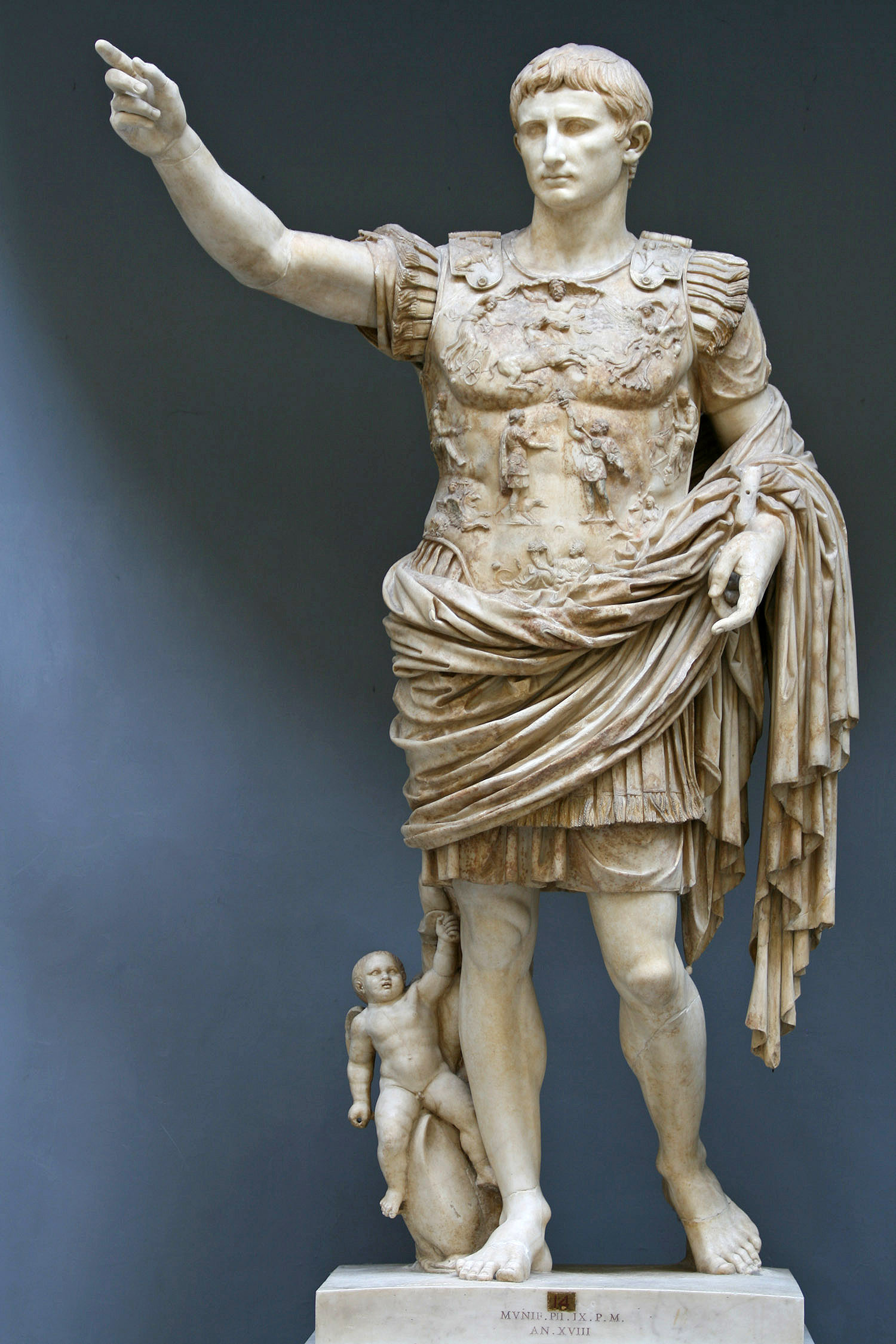
Oktawian August – pierwszy cesarz rzymski (27 p.n.e.-14)

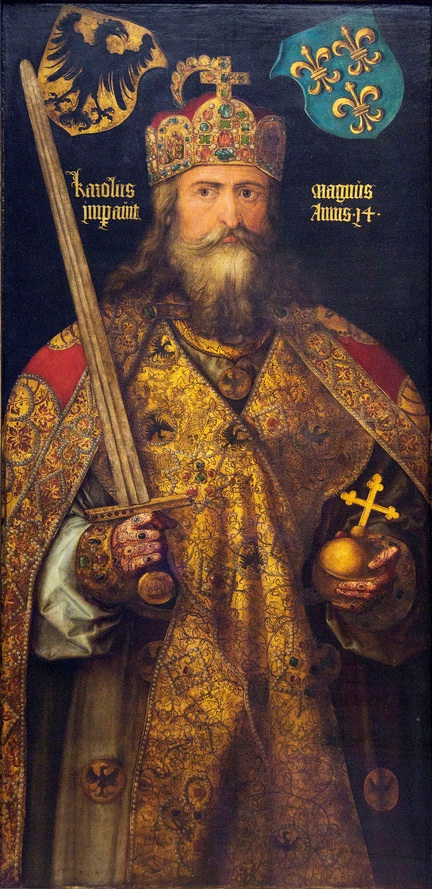
Karol Wielki – pierwszy cesarz rzymski (800-814)

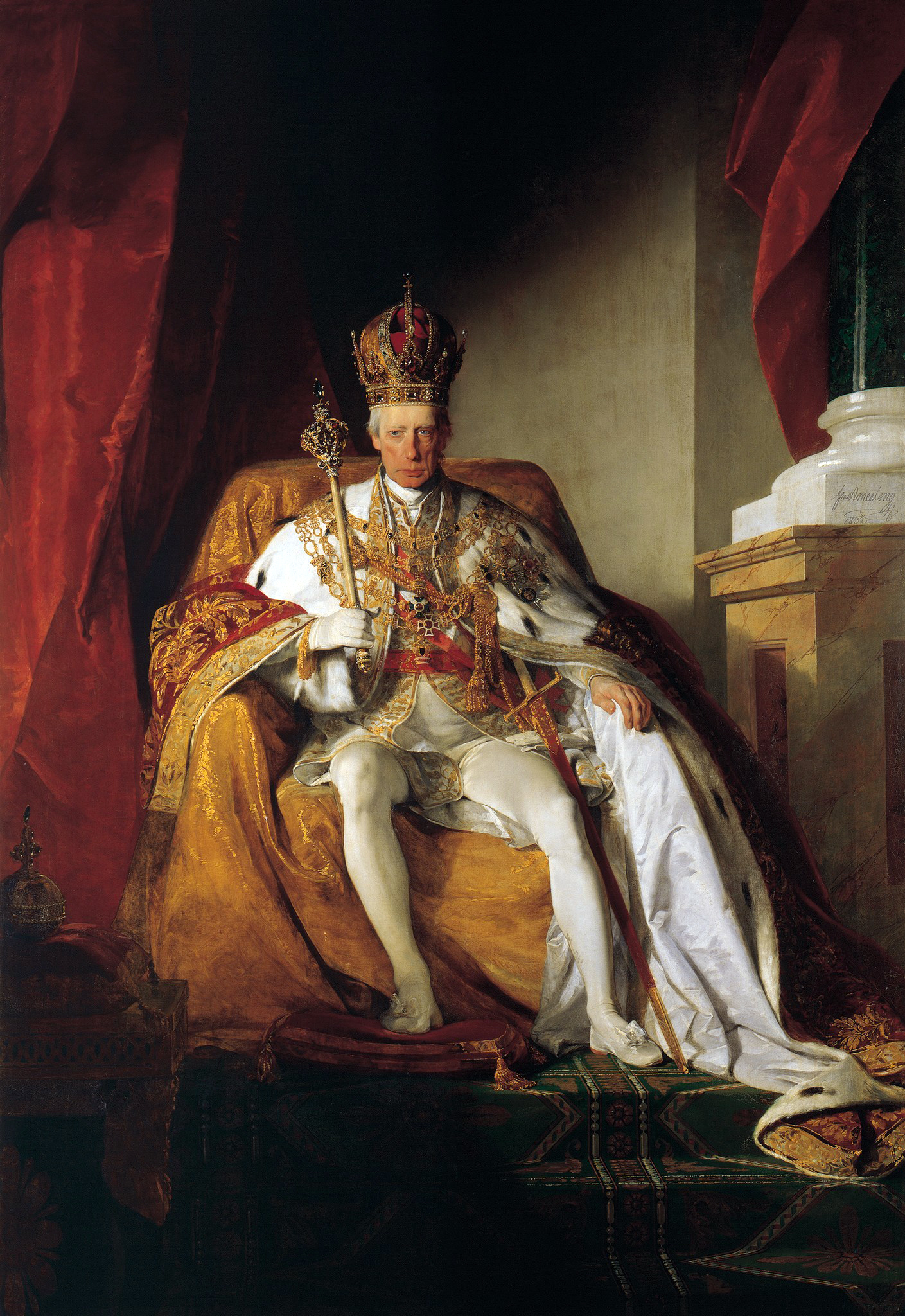
Franciszek II Habsburg – jedyny w historii tzw. „dwucesarz”: rzymski i austriacki (1804-1806)

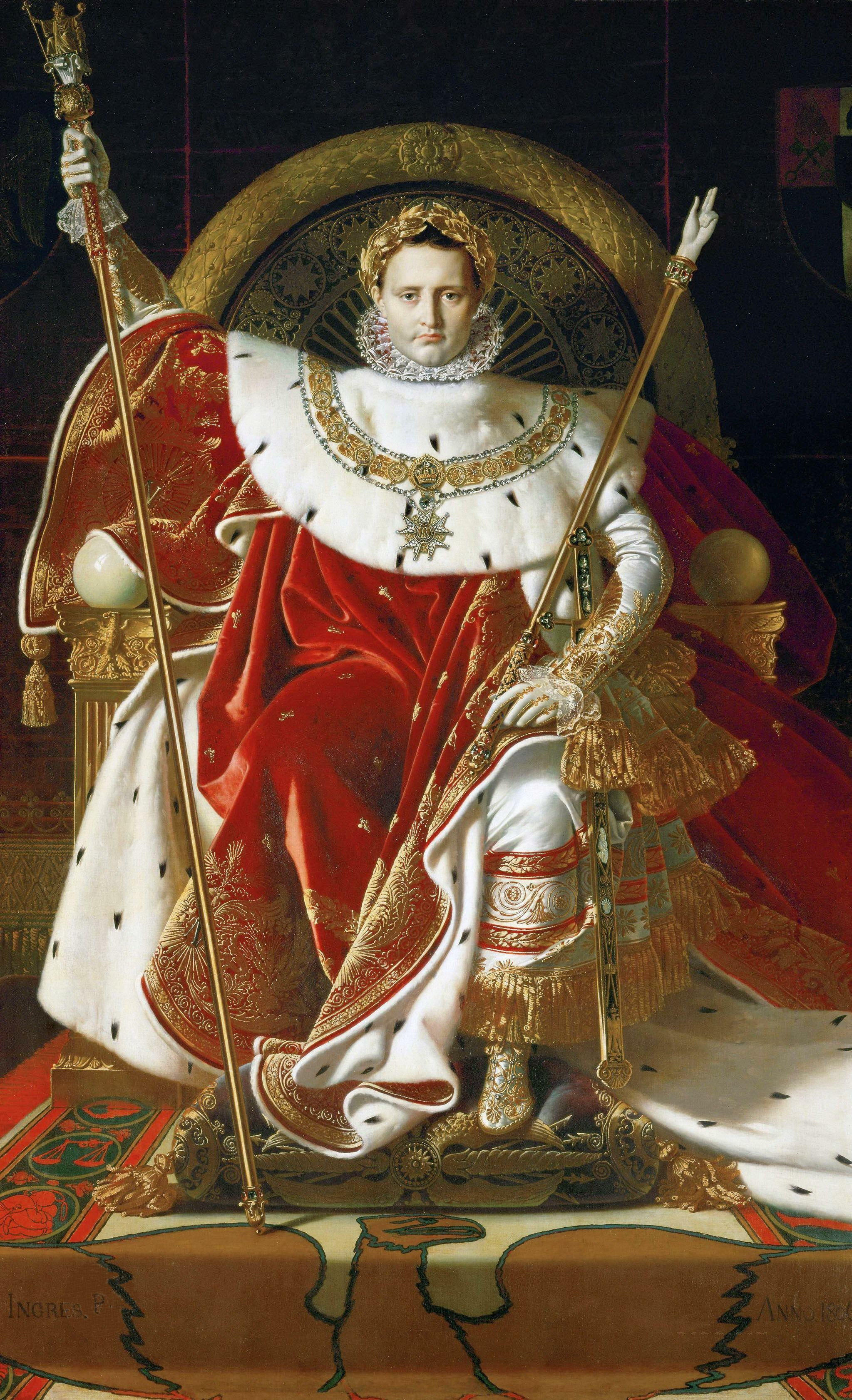
Napoleon Bonaparte – cesarz Francuzów (1804-1815)

Cesarz (od łac. Caesar) – monarcha, któremu przypisuje się rangę i honor wyższe od króla.

## Pochodzenie tytułu
Termin „cesarz” pochodzi od przydomka (ostatniego członu nazwiska) dyktatora Republiki Rzymskiej Gajusza Juliusza Cezara. Pierwszym władcą, którego uznaje się za cesarza, jest Oktawian August, który używał tytułów: imperator (co znaczy wódz, zwierzchnik armii) i august („obdarzony autorytetem przez bogów w drodze auspicjów”, „święty”).
Wbrew obiegowym opiniom termin Cezar, używany przez Oktawiana Augusta nie stanowił nazwy godności, ale funkcjonował jako nazwisko rodowe, co było spowodowane faktem, iż jako adoptowany syn Juliusza Cezara odziedziczył jego nazwisko (przed adopcją nazywał się Gajusz Oktawiusz, po adopcji – Gajusz Juliusz Cezar Oktawianus). Nazwisko to naturalną koleją rzeczy dziedziczyli potomkowie Augusta, czyli kolejni władcy z dynastii julijsko-klaudyjskiej. Linia ta wygasła na Neronie, jednak do tej pory nazwisko Cezar tak zrosło się już z tronem imperium, że kolejny władca przyjął je niejako automatycznie.
Określenia cesarza w językach europejskich pochodzą albo od łacińskiego imperator: wł. imperatore, hiszp. emperador, port. imperador, franc. empereur i ang. emperor, zapożyczone z francuskiego, albo od greckiej transliteracji słowa Caesar, czyli Kaisar: niem. Kaiser, holenderskie keizer, szwed. kejsar, tureckie kaiser, węg. császára oraz wschodniosłowiańskie car. Język polski rozróżnia słowa car, cesarz i imperator, natomiast język rosyjski słowa car (царь) i imperator (император).

## Historia tytułu
Upadłe w 476 zachodnie Cesarstwo Rzymskie starali się odnawiać różni władcy germańscy. Trwałą władzę cesarską nad znaczną częścią dawnego imperium rozciągnął król Franków Karol Wielki, a po wymarciu Karolingów król niemiecki Otton I. W dużym stopniu na podstawie dokumentu zwanego donacją Konstantyna (który uznaje się już za falsyfikat) papiestwo uzyskało jednak prawo do przyznawania tego tytułu na Zachodzie. Skorzystano z tego koronując Karola Wielkiego na cesarza rzymskiego w roku 800. Cesarstwo Franków co prawda szybko się rozpadło, ale jego powstanie pociągnęło za sobą utworzenie w X wieku Świętego Cesarstwa Rzymskiego. Późniejsi cesarze zanegowali papieskie prawo do szafowania koroną cesarską. Cesarze bizantyjscy zniknęli razem z zagładą Cesarstwa Bizantyjskiego z ręki Turków w XV wieku, jednakże sułtanowie tureccy po zdobyciu Konstantynopola sami używali tytułu cesarza rzymskiego, czego nie uznawała chrześcijańska Europa. Z czasem tytułu cesarskiego zaczęli również używać władcy Rosji, którzy uważali się za dziedziców prawosławnego Bizancjum. W 1804 roku cesarzem koronował się Napoleon Bonaparte, który symbolicznie odwoływał się do tradycji karolińskiej, z uwagi na co doprowadził do rozwiązania Świętego Cesarstwa Rzymskiego przez Franciszka II. Ten zaś, domyślając się rychłego końca Rzeszy Niemieckiej, w 1804 roku przyjął tytuł cesarza Austrii jako władcy krajów austriackich, Czech i Węgier. Najwięcej cesarstw, cztery, było w Europie od roku 1804 do 1806 (rosyjskie, austriackie, francuskie i Święte Cesarstwo Rzymskie). W 1871 roku król pruski Wilhelm I został ogłoszony cesarzem niemieckim po zwycięstwach nad Austrią i Francją. Cesarstwa zniknęły z Europy w wyniku I wojny światowej. Obecnie jedynym państwem na świecie, którego głową jest cesarz, jest Japonia.
Kraje, których władców nazywano cesarzami:
- Chiny (od 221 p.n.e. do 1911 oraz w latach 1915–1916, za panowania Yuana Shikai i 1917 za restauracji)
- Etiopia (1137– 1975) – właściwie tytuł brzmiał król królów
- Japonia (jedyne obecnie istniejące cesarstwo)
- Rzym (od 27 p.n.e. do 476)
  - Bizancjum (od 395 do 1453)
    - Cesarstwo Łacińskie (1204–1261)
    - Cesarstwo Nicejskie (1204–1261)
    - Cesarstwo Trapezuntu (1204–1461)

  - Imperium Karolińskie (800–888)
  - Święte Cesarstwo Rzymskie (od 962 do 1806)
- Rosja (od 1721 do 1917)
- Wietnam (od 1802 do 1945) – od 1884 cesarstwo wietnamskie było kolonią Republiki Francuskiej, w 1945 roku przez krótki czas istniało zależne od Japonii Cesarstwo Wietnamu
- Francja (Napoleon I, 1804–1815 i Napoleon III, 1852–1870)
- Haiti (w latach 1804–1806 i 1849–1859)
- Cesarstwo Austrii (od 1804 do 1918)
- Brazylia (Piotr I, 1822–1831 i Piotr II, 1831–1889)
- Niemcy (od 1871 do 1918)
- Meksyk (Augustyn I, 1822–1823 i Maksymilian Habsburg 1864–1867)
- Indie (za panowania mogolskiego (1526–1857) i brytyjskiego (1876–1947), cesarzami Indii byli wówczas królowie Wielkiej Brytanii)
- Cesarstwo Koreańskie (1897–1910)
- Mandżukuo (1934–1945) – protektorat Japonii i jej państwo marionetkowe
- Cesarstwo Środkowoafrykańskie (1976–1979).

Cesarzami określa się tradycyjnie:
- wielkich chanów mongolskich,
- szachów Persji (od 1934 Iranu) (a zwłaszcza szachów z dynastii Pahlawich panujących od 1925 roku) – władcy perscy używali od starożytności tytułów „króla królów” (szachinszach) lub „pana królów” (padyszach),
- sułtanów Imperium Osmańskiego (XIV wiek-1922). Władcy mogolscy w Indiach i osmańscy na Bliskim Wschodzie także, wzorem szachów Iranu, używali tytułu padyszacha.

## Cesarze panujący w XX i XXI wieku
Lista obejmuje monarchów z tytułem cesarza panujących w zakresie lat od 1901
| Portret   | Imię                        | Państwo/kraj                  | Dynastia              | Lata panowania      |
| --------- | --------------------------- | ----------------------------- | --------------------- | ------------------- |
|           | Wiktoria                    | Cesarstwo Indii               | Welfowie              | 1876–1901           |
|           | Edward VII                  | Cesarstwo Indii               | Koburgowie            | 1901–1910           |
|           | Jerzy V                     | Cesarstwo Indii               | Windsorowie           | 1910–1936           |
|           | Edward VIII                 | Cesarstwo Indii               | Windsorowie           | 1936–1936           |
|           | Jerzy VI                    | Cesarstwo Indii (do 1947)     | Windsorowie           | 1936–1948           |
|           | Mutsuhito                   | Japonia                       |                       | 1867–1912           |
|           | Yoshihito                   | Japonia                       |                       | 1912–1926           |
|           | Hirohito                    | Japonia                       |                       | 1926–1989           |
|           | Akihito                     | Japonia                       |                       | 1989–2019           |
|           | Naruhito                    | Japonia                       |                       | 2019-               |
|           | Wilhelm II                  | Cesarstwo Niemieckie          | Hohenzollernowie      | 1888–1918           |
|           | Franciszek Józef I          | Cesarstwo Austrii             | Habsbursko-Lotaryńska | 1848–1916           |
|           | Karol I                     | Cesarstwo Austrii             | Habsbursko-Lotaryńska | 1916–1918           |
|           | Mikołaj II                  | Imperium Rosyjskie            | Romanowie             | 1894–1917           |
|           | Guangxu                     | Chiny                         | Qing                  | 1875–1908           |
|           | Puyi                        | Chiny                         | Qing                  | 1908–1912 1917      |
| Mandżukuo | Puyi                        | 1934–1945                     | Qing                  |                     |
|           | Hongxian                    | Chiny                         |                       | 1915–1917           |
|           | Menelik II                  | Abisynia                      | salomońska            | 1889–1913           |
|           | Lij Yasu V                  | Abisynia                      | salomońska            | 1913–1916           |
|           | Zauditu                     | Abisynia                      | salomońska            | 1916–1930           |
|           | Haile Selassie I            | Abisynia                      | salomońska            | 1930–1935 1941–1974 |
|           | Wiktor Emanuel III          | Abisynia (włoska)             | Sabaudzka             | 1935–1941           |
|           | Mozaffar ad-Din Szah Kadżar | Iran                          | Kadżarowie            | 1886–1907           |
|           | Mohammad Ali Szah Kadżar    | Iran                          | Kadżarowie            | 1907–1909           |
|           | Ahmad Szah Kadżar           | Iran                          | Kadżarowie            | 1909–1925           |
|           | Reza Szah Pahlawi           | Iran                          | Pahlawi               | 1925–1941           |
|           | Mohammad Reza Pahlawi       | Iran                          | Pahlawi               | 1941–1979           |
|           | Bokassa I                   | Cesarstwo Środkowoafrykańskie | Bokassa               | 1976–1979           |
|           | Thành Thái                  | Wietnam                       | Nguyễn                | 1889–1907           |
|           | Duy Tân                     | Wietnam                       | Nguyễn                | 1907–1916           |
|           | Khải Định                   | Wietnam                       | Nguyễn                | 1916–1925           |
|           | Bảo Đại                     | Cesarstwo Wietnamu            | Nguyễn                | 1926–1945           |
|           | Gojong                      | Cesarstwo Koreańskie          | Yi                    | 1897–1907           |
|           | Sunjong                     | Cesarstwo Koreańskie          | Yi                    | 1907–1910           |
|           | Abdülhamid II               | Imperium Osmańskie            | Osmanowie             | 1876–1909           |
|           | Mehmed V                    | Imperium Osmańskie            | Osmanowie             | 1909–1918           |
|           | Mehmed VI                   | Imperium Osmańskie            | Osmanowie             | 1918–1922           |

Kwestie sporne:
- Michał II – 15 marca 1917 imperator (cesarz) Rosji Mikołaj II abdykował na rzecz swego brata Michała Aleksandrowicza Romanowa tytułując go imperatorem wszechrosyjskim Michałem II – który jednak następnego dnia zrezygnował z tronu posługując się tytułem wielkiego księcia.
- Amha Selassie I – 12 września 1974 po obaleniu cesarza Hajle Selasje I junta wojskowa ogłosiła cesarzem Abisynii jego syna Asfa Uesena. On jednak tytułu nie przyjął, dopiero w 1989 na emigracji proklamował się cesarzem jako Amha Selassie I i „panował” do śmierci w 1997 roku.